# Lektionen in Finsternis
Lektionen in Finsternis ist ein essayistischer Dokumentarfilm von Werner Herzog aus dem Jahr 1992. Der Film thematisiert die ökologischen sowie gesellschaftlichen Nachwirkungen des Zweiten Golfkriegs. Der Film ist mit einem Voiceover Werner Herzogs sowie mit unterschiedlichen klassischen Musikstücken unterlegt.

## Handlung
Im Anschluss an eine Titelsequenz wird ein Zitat eingeblendet, das von Blaise Pascal stammen soll:
„Der Zusammenbruch der Sternenwelten wird sich – wie die Schöpfung – in grandioser Schönheit vollziehen“
Hierauf folgt eine Sequenz, die einen Feuerwehrmann zeigt, der vor einer brennenden Ölquelle mit Handgesten signalisiert, dass das Wasser eines Löschschlauchs abzudrehen ist. Die Sequenz wird von Werner Herzog kommentiert mit: 
„Ein Planet in unserem Sonnensystem. Weite Gebirgszüge, Wolken, das Land von Nebeln verhangen. Das erste Wesen auf das wir stoßen, will uns etwas mitteilen.“ 
Nach dieser Sequenz teilt sich der Film in dreizehn Kapitel auf, denen Texttitel vorangestellt sind.

### I. Eine Hauptstadt
Luftbildaufnahmen von Kuwait sind zu sehen. Werner Herzog kommentiert:
„Eine Stadt die bald vom Krieg heimgesucht wird. Jetzt lebt sie noch, jetzt hat sie noch Zeit. Noch ahnt niemand etwas von dem kommenden Unheil.“

### II. Der Krieg
Nachtsichtaufnahmen zeigen das Flakfeuer im Kriegsgeschehen. Werner Herzog kommentiert:
„Der Krieg dauerte nur wenige Stunden, danach war alles anders.“

### III. Nach der Schlacht
Nahaufnahmen von Tierknochen sind zu sehen, die in der mit Öl bedeckten Wüste liegen. Anschließend werden Luftaufnahmen von zerbombten Flugzeughangars gezeigt. Werner Herzog kommentiert:
„Wir fanden nur noch Spuren. Hatten hier Menschen gelebt? War hier eine Siedlung gewesen? Die Schlacht war so heftig gewesen, dass danach nie wieder Gras wuchs.“
Die Kamera folgt einer Pipeline, die in eine zerstörte Öl-Verarbeitungsanlage mündet. Schließlich sind zerstörte Parabolantennen zu sehen.

### IV. Fundstücke aus Folterkammern
In einem Innenraum wird ein Tisch mit hölzernen Schlagstöcken, Hämmern, einer Peitsche und anderen Gegenständen gezeigt. Die Kamera schwenkt über eine Tafel an der Wand, auf der das Foto eines zerstörten LKW sowie das Foto eines toten Mannes zu sehen ist. Ein zweiter Tisch wird gezeigt, auf dem u. a. eine Eisenkette, Zangen, Sicheln, Handschellen und ein Hackbeil zu sehen sind.

Es wird auf eine Frau geschnitten, die auf einem Stuhl sitzt. Werner Herzog kommentiert:
„Wir fanden eine Frau, die mit uns sprechen wollte. Sie war von Soldaten mit ihren beiden erwachsenen Söhnen verschleppt worden und musste mit ansehen, wie ihre Söhne vor ihren Augen zu Tode gefoltert worden. Darüber verlor sie ihre Sprache, versuchte aber dennoch zu erklären, was geschah.“

### V. Satans Nationalpark
Luftbildaufnahmen einer vom Öl zerstörten Landschaft sind zu sehen. Werner Herzog kommentiert:
„Dies war einmal ein Wald, er ist jetzt von Öl überzogen. Alles was wie Wasser aussieht ist in Wirklichkeit Öl. Überall im Land haben sich Teiche und Seen ausgebreitet. Das Öl ist tückisch, weil es den Himmel wiederspiegelt. Das Öl versucht wie Wasser auszusehen. Auch dieser See hier, wie alles andere, ist schwarzes Öl.“
Weitere Luftbildaufnahmen zeigen fahrende LKW und brennende ÖL-Verarbeitungsanlagen. Werner Herzog zitiert die Offenbarung des Johannes:
„Und es geschahen Blitze und Stimmen und Donner und es geschah ein großes Erdbeben, wie es noch nicht gewesen ist seit Menschen auf Erden sind, ein solches Erdbeben so groß und alle Inseln verschwanden und die Berge wurden nicht mehr gefunden.“

### VI. Kindheit
Eine Mutter wird interviewt, die ihren Sohn auf dem Arm trägt. Die Mutter erzählt, wie Soldaten in ihre Wohnung eingedrungen seien, ihren Mann getötet und ihren Sohn traumatisiert hätten, woraufhin dieser das Sprechen verweigere.

### VII. Es stieg ein Rauch auf, wie ein Rauch vom Ofen
Weitere Luftbildaufnahmen einer vom Öl verschmutzten Landschaft sind zu sehen. Werner Herzog zitiert aus der Offenbarung des Johannes:
„Und der fünfte Engel blies seine Posaune und ich sah einen Stern gefallen vom Himmel auf die Erde und ihm wurde der Schlüssel zum Brunnen des Abgrund gegeben. Und er tat den Brunnen des Abgrunds auf und es stieg ein Rauch auf, wie der Rauch eines großen Ofens und es wurden verfinstert die Sonne und die Luft von dem Rauch und in jenen Tagen werden die Menschen den Tod suchen und nicht finden. Sie werden begehren zu sterben und der Tod wird von ihnen fliehen.“
Rauchwolken werden gezeigt sowie brennende Ölförderanlagen und Ölfelder.

### VIII. Eine Wallfahrt
Feuerwehrleute sind zu sehen, die versuchen brennende Ölquellen zu löschen. Sprengstoff wird geliefert, über dessen Menge Arbeiter auf Englisch diskutieren. Schließlich wird der Sprengstoff in ein Ölfass geladen, das neben einer brennenden Ölquelle detoniert wird, um diese zu löschen.

### IX. Saurier unterwegs
Technische Fahrzeuge, Bagger, Planierraupen und ein US-amerikanischer Helikopter im Einsatz werden gezeigt. Ein Arbeiter mit Helm und Overall der Firma Boots & Coots schaut einem Bagger beim Schaufeln zu. Das Filmkapitel endet mit einem Bagger, der ins Dunkel fährt.

### X. Protuberanzen
Nahaufnahmen zeigen brennendes und kochendes Öl.

### XI. Das Versiegen der Quellen
Luftbildaufnahmen zeigen Bagger die Sand schaufeln und LKW die Sand transportieren. Das demolierte Ventil einer spritzenden Ölquelle wird von Arbeitern mit einem neuen Ventil versehen. Die Arbeiter entfernen sich vom erneuerten Ventil und schütteln sich die Hände.

### XII. Leben ohne Feuer
Zwei Arbeiter stehen vor einer Ölquelle, einer hält eine brennende Fackel in der Hand und wirft diese in die Fontäne der Ölquelle. Werner Herzog kommentiert:
„Zwei Gestalten haben sich einer Ölquelle genähert. Einer hat eine Fackel entzündet. Was haben die beiden Gestalten vor? Wollen sie den Brand wieder entfachen? Ist ein Leben ohne Brände für sie nicht mehr denkbar?“
Eine Gruppe von Arbeitern mit Zigaretten im Mund wird gezeigt, die das Gleiche tun. Werner Herzog kommentiert:
„Vom Wahnsinn ergriffen tun es ihnen andere gleich. Jetzt sind sie zufrieden. Jetzt gibt es wieder etwas zu löschen.“

### XIII. Ich bin so müde vom Seufzen; Herr, laß es Abend werden.
Brennende Ölquellen und vermummte Arbeiter werden gezeigt. Ein Geländefahrzeug mit eingeschalteten Scheinwerfern nähert sich. Der Film endet mit weiteren Bildern brennender Ölquellen.

## Produktion
Der Film ist als Co-Produktion zwischen premiere, Canal+ Frankreich, Canal+ Spanien in Zusammenarbeit mit ITEL entstanden. Für die Luftbildaufnahmen wurde ein Helikopter eingesetzt. Voraufgezeichnetes Bildmaterial von CNN findet Verwendung.

## Musik
Der Filmtitel bezieht sich auf die Komposition Leçons de tenèbre von François Couperin.
Im Film finden Musiken unterschiedlicher Komponisten Platz:
- Edvard Grieg: Peer Gynt
- Gustav Mahler: Symphonie Nr. 2
- Arvo Pärt: Stabat Mater
- Sergei Sergejewitsch Prokofjew: Sonate für 2 Violinen op.56
- Franz Schubert: Notturno op. 148
- Giuseppe Verdi: Requiem
- Richard Wagner: Das Rheingold, Parsifal, Götterdämmerung

## Rezeption
Für die angebliche Ästhetisierung des Golfkriegs sei Werner Herzog laut Tagesspiegel auf der Berlinale 1992 vom Publikum beschimpft und angespuckt worden.

### Kritiken
- Filmdienst: „Eine Bestandsaufnahme der katastrophalen ökologischen Folgen, die der Golfkrieg mit seinen Ölteppichen im Meer und seinen unzähligen brennenden Ölquellen für die Region hatte. Werner Herzog versteht sein kurzes Werk nicht als Dokumentarfilm, sondern als stilisierte Vision eines fremden Planeten.“[5]
- Kino-Zeit: „In diesem Sinne lässt sich Lektionen in Finsternis als zutiefst emotional motivierter, geradezu verzweifelter und mitunter hilfloser Versuch eines engagierten Filmemachers deuten, das gewaltige Grauen einer vielschichtigen Kriegskatastrophe noch während sich diese ereignet zu bannen, zu zeigen, zu verfremden und zu verurteilen, ohne dabei moralisch, sondern vielmehr visuell und künstlerisch in Form einer eigensinnigen Meditation darüber zu argumentieren.“[6]

### Auszeichnungen
- Adolf-Grimme-Preis 1993 mit Silber